# Anthony Aveni
Anthony Francis Aveni, född 1938, är en amerikansk antropolog, astronom och författare, känd i synnerhet för sina utförliga skrifter och framstående bidrag till forskningsfältet arkeoastronomi. 
Med en akademisk karriär som spänner över fyrtio år är Aveni erkänd för sitt inflytande på  arkeoastronomins utveckling som disciplin på senare 1900-talet. Han har specialiserat sig på studiet av forntida astronomiska tillvägagångssätt i Amerika, och är en av grundarna av forskning kring historisk astronomi hos förkolumbianska mesoamerikanska kulturer. 2009 innehade Aveni en donationsprofessur som Russell Colgate Distinguished University Professor of Astronomy and Anthropology and Native American Studies vid Colgate University i Hamilton, New York.
Aveni är för närvarande bosatt i Hamilton, New York med sin hustru Lorraine, konstnär.